# Erwin Olsen
Erwin Olsen, eigentlich Olschewski, (* 28. Juni 1907 in Cottbus; † unbekannt) war ein deutscher Landrat.

## Leben
Nach Aussage von Harry Siegmund waren Olschewskis Eltern, sein Vater ein Postdirektionspräsident, vertrieben worden und hatten sich in Stuttgart niedergelassen.
Erwin Olschewski trat zum 1. Mai 1929 der NSDAP bei (Mitgliedsnummer 129.859). Er legte am 30. April 1934 die große Staatsprüfung ab. Später legte er seinen polnisch klingenden Nachnamen ab und führte den Nachnamen Olsen.
Nachdem er Personalchef des Senats von Danzig gewesen war, war er 1941 Leiter des Gaugerichts Posen. Mit Wirkung vom 1. November 1942 wurde er Landrat im Landkreis Rawitsch im deutschbesetzten Polen (1939–1945), nachdem er zuvor als Kreisleiter der NSDAP in Rawitsch tätig war und das Landratsamt bereits 1941 kommissarisch übernommen hatte. Aufgrund der im April 1942 erfolgten Einberufung zur deutschen Wehrmacht musste er als Landrat in Rawitsch mehrfach vertreten werden. Schließlich erhielt 1944 Olsen die Vertretung der Stelle des Regierungsvizepräsidenten in Posen übertragen. Danach verliert sich seine Spur.
Am 30. Januar 1943 hatte er das Goldene Parteiabzeichen der NSDAP erhalten.